# Ги Верхофстат
Ги Морис Мари Луиз Верхофстат (зфлам. Guy Maurice Marie Louise Verhofstadt; Дендермонде, 11. априла 1953) је белгијски политичар и бивши премијер Белгије.
Члан је Странке фламанских либерала и демократа. У периоду од 1999. до 2007. обављао је дужност 47. по реду премијера Краљевине Белгије (реизабран је 2003).
Дана 11. јуна 2007, након пораза на изборима, поднео је оставку. Нови, 47. по реду премијер је Ив Летерм.